# Cryosophila cookii
Cryosophila cookii là loài thực vật có hoa thuộc họ Arecaceae. Loài này được Bartlett mô tả khoa học đầu tiên năm 1935.